# Demokratyczna Republika Konga na Mistrzostwach Świata w Lekkoatletyce 2011
Demokratyczna Republika Konga na Mistrzostwach Świata w Lekkoatletyce 2011 reprezentowana była przez dwóch zawodników.

## Występy reprezentantów DR Konga

### Mężczyźni

#### Konkurencje biegowe
| Konkurencja  | Zawodnik    | Runda 1  | Runda 1 | Runda 2  | Runda 2 | Półfinał | Półfinał | Finał    | Finał   |
| Konkurencja  | Zawodnik    | Rezultat | Pozycja | Rezultat | Pozycja | Rezultat | Pozycja  | Rezultat | Pozycja |
| ------------ | ----------- | -------- | ------- | -------- | ------- | -------- | -------- | -------- | ------- |
| Bieg na 400m | Gary Kikaya |          |         | DNS      | DNS     |          |          |          |         |

### Kobiety

#### Konkurencje biegowe
| Konkurencja  | Zawodnik          | Runda 1    | Runda 1 | Runda 2  | Runda 2 | Półfinał | Półfinał | Finał    | Finał   |
| Konkurencja  | Zawodnik          | Rezultat   | Pozycja | Rezultat | Pozycja | Rezultat | Pozycja  | Rezultat | Pozycja |
| ------------ | ----------------- | ---------- | ------- | -------- | ------- | -------- | -------- | -------- | ------- |
| Bieg na 100m | Magy Safi Makanda | 13,05 (PB) | 23      |          |         |          |          |          |         |